# UTEDYC
UTEDYC significa: Unión Trabajadores de Entidades Deportivas y Civiles, fundada en 1946.
Es una asociación sindical de 1° grado que fue fundada el 19 de julio de 1946 y cuenta con personería gremial Nº 309, desde 1956.
Representa a trabajadoras y trabajadores de todo el pais que trabajan en de clubes, colegios y cajas profesionales; de los empleados de los sindicatos, hoteles sindicales y colonias de vacaciones, de fundaciones, cooperativas, bibliotecas, asociaciones civiles sin fines de lucro, clubes de campo, barrios cerrados, mutuales, clubes de fútbol, de instituciones dedicadas a la actividad deportiva con o sin fines de lucro, de organismos no gubernamentales de carácter civil, entre otras.
Forma parte, desde su origen, de la Confederación General del Trabajo de la República Argentina posicionándose como uno de los gremios históricos del Movimiento obrero argentino y ha participado en manera conjunta con el Ministerios de Trabajo de la Nación en diferentes acciones y capacitaciones